# Ambasada Mozambiku w Berlinie
Ambasada Mozambiku w Berlinie – misja dyplomatyczna Republiki Mozambiku w Republice Federalnej Niemiec.
Ambasador Republiki Mozambiku w Berlinie oprócz Republiki Federalnej Niemiec akredytowany jest również w Republice Austrii, Republice Czeskiej, Rzeczypospolitej Polskiej, przy Stolicy Apostolskiej i na Węgrzech.